# Comuna de Porąbka
Porąbka (polaco: Gmina Porąbka) é uma gminy (comuna) na Polónia, na voivodia de Santa Cruz e no condado de Bielski. A sede do condado é a cidade de Porąbka.
De acordo com os censos de 2004, a comuna tem 14 636 habitantes, com uma densidade 226,6 hab/km².

## Área
Estende-se por uma área de 64,59 km², incluindo:
- área agricola: 38%
- área florestal: 47%

## Demografia
Dados de 30 de Junho 2004:
|                      | Total   | Total | Mulheres | Mulheres | Homens  | Homens |
| -------------------- | ------- | ----- | -------- | -------- | ------- | ------ |
|                      | pessoas | %     | pessoas  | %        | pessoas | %      |
| População            | 14 636  | 100   | 7447     | 50,9     | 7189    | 49,1   |
| Densidade (pop./km²) | 226,6   | 100   | 115,3    | 115,3    | 111,3   | 111,3  |

De acordo com dados de 2002, o rendimento médio per capita ascendia a 1416,81 zł.

## Comunas vizinhas
- Andrychów, Czernichów, Kęty, Kozy, Łękawica